# Ольхівка
О́льхівка (Вільхівка) — село в Україні, у Барашівській сільській територіальній громаді Звягельського району Житомирської області. Чисельність населення становить 54 особи (2001).

## Населення
Наприкінці 19 століття в колонії налічувалося 379 мешканців, дворів — 56, у 1906 році — 389 осіб, дворів — 64, у 1923 році — 336 жителів, дворів — 56, у 1924 році — 391 особу (з перевагою населення німецької національности), дворів — 70.
Відповідно до результатів перепису населення СРСР, кількість населення, станом на 12 січня 1989 року, становила 58 осіб. Станом на 5 грудня 2001 року, відповідно до перепису населення України, кількість мешканців села становила 54 особи.

## Історія
Колишнє лютеранське поселення на орендованих землях Ольгенбург (нім. Olgenburg), розміщувалося північно-західніше Житомира, належало до лютеранської парафії у Геймталі. Був молитовний дім.
Наприкінці 19 століття — колонія Барашівської волості Житомирського повіту Волинської губернії, за 80 верст.
У 1906 році — село Барашівської волості (1-го стану) Житомирського повіту Волинської губернії. Відстань до повітового центру, м. Житомир, становила 74 версти, від волосного центру, с. Бараші — 12 верст. Найближче поштово-телеграфне відділення розміщувалося у Горошках.
У березні 1921 року, в складі волості, увійшла до новоутвореного Коростенського повіту Волинської губернії. У 1923 році включена до складу новоствореної Малояблунецької сільської ради, яка 7 березня 1923 року увійшла до складу новоутвореного Барашівського району Коростенської округи. Розміщувалася за 12 верст від районного центру, с. Бараші, та 2 версти — від центру сільської ради, с. Малий Яблунець. 12 січня 1924 року, відповідно до рішення Волинської ГАТК (протокол № 6/1 «Про зміни в межах округів, районів і сільрад»), колонію Ольхівка підпорядковано Йосипівській сільській раді Барашівського району. 8 вересня 1925 року включена до складу новоутвореної Гоноринської сільської ради Барашівського району. За довідником адмінустрою 1946 року — село Ольхівка Гоноринської сільської ради Барашівського району Житомирської області.
11 серпня 1954 року, внаслідок об'єднання сільських рад, село підпорядковане Рясненській сільській раді Барашівського району. 30 грудня 1962 року, в складі сільської ради, передане до Ємільчинського району Житомирської області. За довідником адмінустрою 1972 року — с. Вільхівка. 21 серпня 1989 року, відповідно до рішення Житомирського ОВК № 212 «Про деякі питання адміністративно-територіального устрою», село Ольхівка передане до складу Зеленицької сільської ради Ємільчинського району.
23 липня 1991 року, відповідно до постанови Кабінету Міністрів Української РСР № 106 «Про організацію виконання постанов Верховної Ради Української РСР…», село віднесене до зони гарантованого добровільного відселення (третя зона) внаслідок аварії на Чорнобильській АЕС.
12 червня 2020 року, відповідно до розпорядження Кабінету Міністрів України № 711-р «Про визначення адміністративних центрів та затвердження територій територіальних громад Житомирської області», територію та населені пункти Зеленицької сільської ради включено до складу Барашівської сільської територіальної громади Новоград-Волинського (згодом — Звягельський) району Житомирської області.